# فرحان مالك
فرحان مالك (25 فبراير 1995 في باكستان - ) هو لاعب كريكت كندي. شارك مع منتخب كندا الوطني للكريكت.

## وصلات خارجية
- فرحان مالك على موقع إي آس بي آن كريك إنفو (الإنجليزية)